# 巷説・濡れつばめ
『巷説・濡れつばめ』（こうせつ・ぬれつばめ）は、1936年（昭和11年）公開の日本映画である。松竹配給作品。

## キャスト
- 坂東好太郎
- 飯塚敏子
- 小林重四郎
- 阿部正三郎
- 志賀靖郎
- 絹川京子

## スタッフ
- 監督・原作・脚本：二川文太郎
- 録音：土橋武夫

## 主題歌
- 『濡れつばめ』 : 歌唱市丸 作詞湯浅みか、補作詞佐伯孝夫、作曲松平信博